# Menzelstraße 14 (Bad Kissingen)

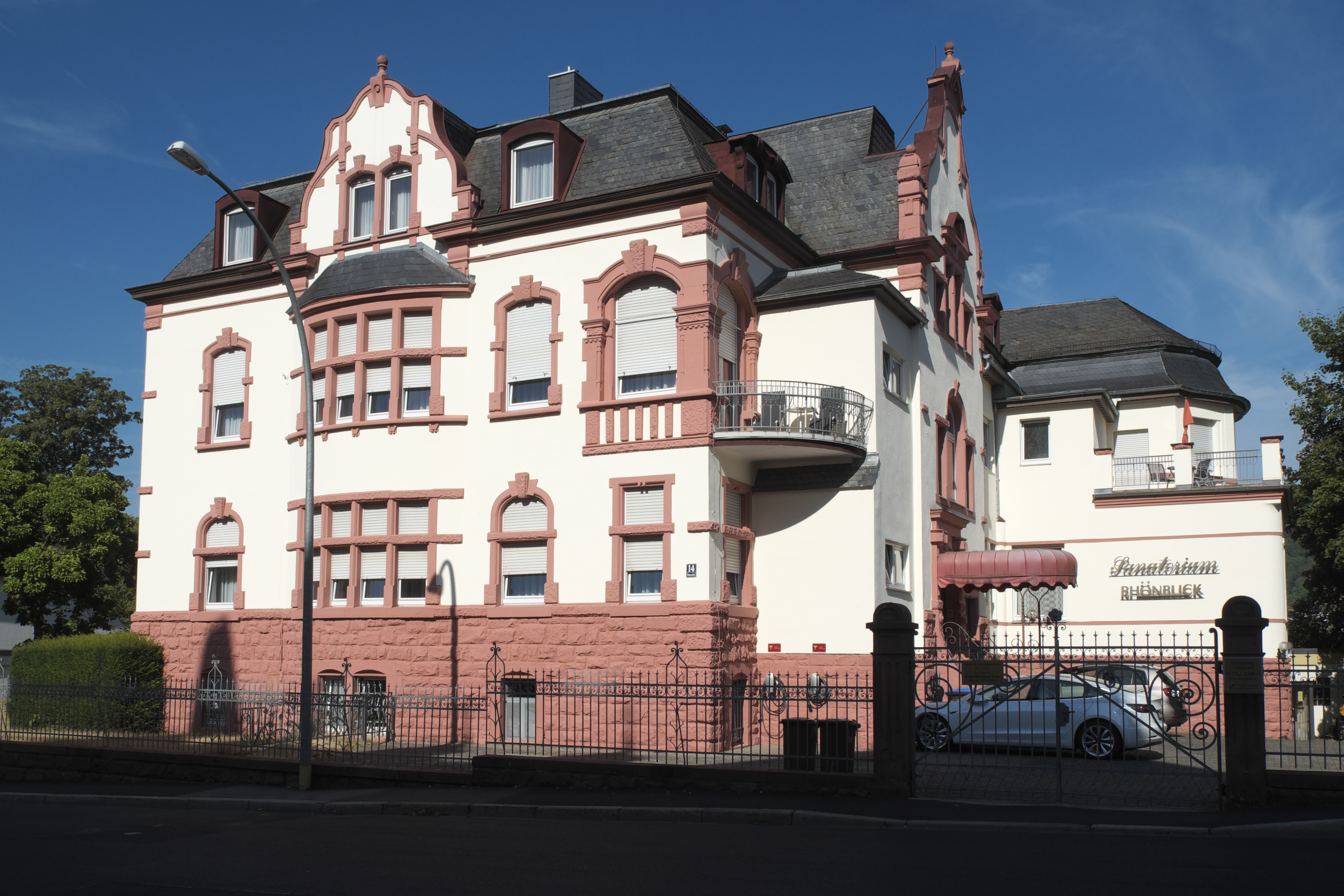
Menzelstraße 14 in Bad Kissingen

Das Anwesen Menzelstraße 14 in der Menzelstraße in Bad Kissingen, der Großen Kreisstadt des unterfränkischen Landkreises Bad Kissingen, gehört zu den Bad Kissinger Baudenkmälern und ist unter der Nummer D-6-72-114-320 in der Bayerischen Denkmalliste registriert.

## Geschichte
Das Anwesen wurde ursprünglich als Kurklinik Dr. Bornhard im Jahr 1903 vom Bad Kissinger Architekten Carl Krampf im historisierenden Jugendstil errichtet. Es handelt sich um einen zweigeschossigen, verputzten Mansarddachbau über einem hohen bossierten Sockelgeschoss mit Sandsteingliederung, Erkern und Ziergiebeln.
Das Anwesen kombiniert Elemente von gründerzeitlicher Neurenaissance und Jugendstil. Der Stil der Gründerzeit äußert sich beispielsweise in der Betonung der Hauskanten und der Fensterrahmungen mit schmalen Quadersteinen, der Jugendstil in dem sich verwölbenden Flacherker mit Fenstergruppen.
Zu dem Anwesen gehört eine gleichzeitig entstandene Einfriedung.